# Паке
Пакѐ (на албански: Ishulli i Paqes – Остров на мира) е малък необитаем остров в езерото Коман, Северна Албания.
Останалите острови в района са предимно скалисти и гористи, но Паке се отличава с ниската си и песъчлива повърхност. Островът е дълъг 160 метра.